# Josef Polig
Josef Polig (Vipiteno, 9 de noviembre de 1968) es un deportista italiano que compitió en esquí alpino; campeón olímpico en Albertville 1992.
Participó en los Juegos Olímpicos de Albertville 1992, obteniendo una medalla de oro en la prueba combinada.
En 2015 recibió el Collar de Oro al Mérito Deportivo del CONI.

## Palmarés internacional
| Juegos Olímpicos | Juegos Olímpicos      | Juegos Olímpicos | Juegos Olímpicos |
| Año              | Lugar                 | Medalla          | Prueba           |
| ---------------- | --------------------- | ---------------- | ---------------- |
| 1992             | Albertville (Francia) | Medalla de oro   | Combinada        |